# Telepaís (Bolivia)
Telepaís es un noticiero boliviano que se emite por la cadena de televisión boliviana, Unitel desde el origen del canal en 1997. Cuenta con 4 ediciones: tres diarias y una para el fin de semana. 
Su cabecera principal se encuentra en Santa Cruz de la Sierra (donde se produce su noticiero nativamente) y tiene ediciones tanto para La Paz como para Cochabamba.

## Historia
Telepaís se inició tras la creación de la red Unitel actual en 1997. Su primer presentador fue Julio Cesar Caballero La Paz, quién intentó emular el formato de Carlos Mesa. No obstante, el formato no resultó y tras intentar varios presentadores con resultados variados, José Luis Pomacusi, llegó para cambiar su fórmula.
Los cambios iniciales vinieron desde el formato de presentación. Del formato anterior del "busto parlante" que mostraba el nombre del entrevistado y su cargo, se pasó a describir la situación, como en Telefe Noticias. Con estos cambios surgieron también cuadros infográficos donde los presentadores leían una serie de datos, impresos en la pantalla para reforzar la noticia. Eso incluía a servicios como los precios del dólar, la temperatura, estadísticas, trayectorias profesionales, noticias en detalle, etc.
El estilo de Telepaís es considerado polémico por otros comunicadores sociales y ya en sus inicios (marzo de 2001) ya era catalogado como sensacionalista. Pese a estas afirmaciones, sus ratings fueron exitosos gracias al impacto que tuvo en la televisión comercial boliviana. Muchos de los creadores, periodistas y presentadores de la primera fase de Telepaís migraron a otras cadenas de televisión, trayendo y emulando la fórmula.
En 2001, la cadena cubrió la situación del entonces presidente Hugo Banzer Suárez, quien en su momento fue diagnosticado con cáncer y se fue por motivos de salud a Washington D. C.. Para este fin la Unitel envió a Karla Revollo, que luego envió despachos diarios a Bolivia, así como su posterior regreso y muerte. En 2002, durante la inundación de La Paz el 19 de febrero, Unitel envió a todos los reporteros disponibles a las zonas donde ocurría la tragedia, mientras otros canales continuaban emitiendo su programación normal. El canal cubrió el amotinamiento de la policía nacional en 2003, además de la caída de Gonzalo Sánchez de Lozada en octubre de ese año.
Telepaís es conocido por sus reportajes exclusivos, acentuados por música y efectos impactantes.
Telepaís cambió su gráfica en agosto de 2010, introdujiendo nuevas escenografías, línea gráfica y uso de la tecnología 3D. La característica usada durante años (Trackdown de Network Music Ensemble) fue regrabada por la Orquesta Sinfónica Nacional, liderado por el maestro David Händel.
El 21 de marzo de 2011, Telepaís Medianoche pasó a ser emitido a las 23 horas, eso supuso el cierre de la franja Cine sin cortes.

## Transmisiones
Telepais tiene 5 transmisiones para 5 ciudades distintas: una para Cochabamba, La Paz, Santa Cruz, Cobija (Pando) y Tarija.
Las otras ciudades reciben la transmisión de Telepais La Paz en el occidente y en el oriente reciben la trasmisión de Telepais Santa Cruz.

## Presentadores
- Denisse Quiroga
- Gabriela Oviedo
- Natalia Girard
- Daniel Dueñas
- Nataly Justiniano
- Angélica Mérida
- Pablo Montaño